# Mossman
Pour les articles homonymes, voir Mosman.
Mossman  (1 740 habitants) est un village côtier du Queensland en Australie. Il est situé sur la Captain Cook Highway, au nord-est de l'État, à 75 km au nord de Cairns, à 1896 de Brisbane et à 2 482 de Sydney.
Son économie repose sur la culture de la canne à sucre.